# Hypsiboas pardalis
Espèce
Synonymes
- Hyla pardalis Spix, 1824
- Hyla corticalis Burmeister, 1856

Statut de conservation UICN

 LC  : Préoccupation mineure
Hypsiboas pardalis est une espèce d'amphibiens de la famille des Hylidae.

## Répartition
Cette espèce est endémique du Brésil. Elle se rencontre jusqu'à 1 000 m d'altitude dans la forêt atlantique dans les États de Rio de Janeiro, de l'Espírito Santo, dans l'est de l'État de São Paulo et dans l'est du Minas Gerais,.

## Publication originale
- Spix, 1824 : Animalia nova sive species novae testudinum et ranarum, quas in itinere per Brasiliam annis 1817-1820 (texte intégral)